# Libreria Editrice Vaticana
De Libreria Editrice Vaticana (LEV) is de staatsuitgeverij van Vaticaanstad. De uitgeverij ressorteert onder de Romeinse Curie. De uitgeverij werd in 1926 onder het pontificaat van Pius XI opgericht en verzorgt alle officiële uitgaven van het Vaticaan, waaronder de pauselijke encyclieken en bullen. Tot 1926 werden uitgaven van het Vaticaan verzorgd door de Vaticaanse Bibliotheek.
Een van de grote projecten waar de uitgeverij sinds 2005 mee bezig is, is het bezorgen en uitgeven van de Verzamelde Werken van paus Johannes Paulus II. De uitgeverij bezit het auteursrecht over alle werken van alle pausen. Pas onder paus Benedictus XVI is er een beleid ontwikkeld om die rechten ook daadwerkelijk te doen gelden.
Het uitgeefhuis beschikt over een eigen vertaalafdeling. Er wordt in verschillende talen uitgegeven. Sinds 1983 beheert de uitgeverij ook een eigen boekwinkel: de Internationale Boekhandel Paus Johannes Paulus II, waar de uitgaven van de Libreria te koop zijn.
Op 27 juni 2015 werd de Libreria Editrice Vaticana geplaatst onder de jurisdictie van het Secretariaat voor Communicatie.